# Lijst van vlaggen van Oostenrijks-Hongaarse deelgebieden
Dit artikel bevat een lijst van vlaggen van Oostenrijk-Hongaarse deelgebieden. Dit keizerrijk bestond uit een aantal kroonlanden, verdeeld over Cisleithanië (Oostenrijk) en Transleithanië (Hongarije). Oostenrijk-Hongarije bestond tussen 1867 en 1918. Bosnië en Herzegovina werden in 1908 geannexeerd en door de federale overheid bestuurd.

## Vlaggen van kroonlanden van Cisleithanië

Hertogdom Boekowina
Koninkrijk Bohemen: Details
Tsjechisch-Silezië: Details
Koninkrijk Dalmatië: Details
Koninkr. Galicië en Lodomerië
Hertogdom Karinthië: Details
Hertogdom Krain
Markgraafschap Moravië: Details
Oostenrijk beneden de Enns: Details
Oostenrijk boven de Enns: Details
Hertogdom Salzburg: Details
Hertogdom Stiermarken: Details
Vorstelijk graafschap Tirol en land Vorarlberg: Details

### Küstenland
Kroonland Küstenland had geen eigen vlag. Küstenland bestond uit Triëst, Görz en Gradisca en het Markgraafschap Istrië. Deze drie delen hadden wel een eigen vlag. Küstenland had overigens wel een eigen wapen.

Graafschap Görz en Gradisca
Markgraafschap Istrië
Vrije rijksstad Triëst

## Vlaggen van landen van Transleithanië

Fiume met gebied
Koninkrijk Hongarije: Details
Koninkrijk Kroatië en Slavonië: Details

## Vlaggen van federaal bestuurde gebiedsdelen

Bosnië (1908-1918): Details
Herzegovina (1908-1918): Details